# Fabio Cudicini
Fabio Cudicini (Triëst, 20 oktober 1935 – Rome, 8 januari 2025) was een Italiaans voetbalkeeper. Hij speelde van 1955 tot en met 1973. Met zijn 191 centimeter was hij een van de langste doelmannen op de velden.
Cudicini was de zoon van voetballer Guglielmo Cudicini. Nadat hij bij verschillende Italiaanse (top)clubs speelde, trok AC Milan hem in 1967 aan. Daar won hij de Europcup I in 1969. Cudicini speelde nooit voor het Italiaanse elftal. Dit kwam voornamelijk door concurrentie op die plaats, van onder andere Dino Zoff, Lorenzo Buffon en Enrico Albertosi.
Hij is de vader van Carlo Cudicini, die eveneens professioneel doelman was.
Fabio Cudicini overleed in januari 2025 op 89-jarige leeftijd.